# Robert Spencer (Religionswissenschaftler)

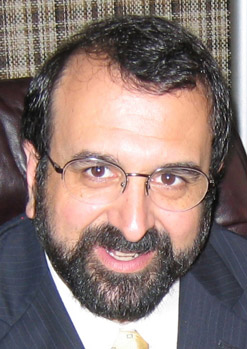
Robert Spencer

Robert Bruce Spencer (* 27. Februar 1962 in Bedford, New Hampshire) ist ein US-amerikanischer Religionswissenschaftler, Schriftsteller und Blogger. In seinen Büchern setzt er sich vor allem mit dem Islam und dem Dschihad auseinander. Er ist Gründer und Leiter der Webseite Jihad Watch.

## Leben
Spencer schloss im Jahr 1986 sein Master-Studium in Religionswissenschaft an der University of North Carolina at Chapel Hill ab. Er ist ein Fellow der Free Congress Foundation. Spencer entschied sich, keinen Doktor- oder Professorentitel anzustreben, weil – eigenen Angaben zufolge – „die Studien zum Nahen Osten hoch politisiert waren und sich von ehrlicher akademischer Arbeit entfernt hatten“. Er war Mitglied des Christian-Islamic Forums, einer katholischen Gruppe, die es sich zur Aufgabe gemacht hat, Muslime zu missionieren. Seine Ansichten über den Islam sind unter anderem in Radio Vatikan, New York Post, The Washington Times, Kanadas The National Post, FrontPageMag und WorldNet Daily veröffentlicht worden. Spencer war 2007 prominenter Teilnehmer der Kölner Anti-Islamisierungs-Konferenz, wo er sich mit Politikern des rechtspopulistischen Vlaams Belang traf, um nach eigenen Angaben ein transatlantisches Bündnis zu begründen. 2008 antwortete er auf die Kritik daran zurückweisend, dass er jedoch offiziell keine Parteien unterstütze, auch nicht Vlaams Belang und die rechtsextreme British National Party.
Die von Pamela Geller und Spencer betriebene Organisation Stop Islamization of America (SIOA) wird von der Anti-Defamation League und dem Southern Poverty Law Center als sogenannte Hategroup (Gruppe, die zum Hass anstachelt) eingestuft. Spencer ist Mitglied der Melkitischen Griechisch-katholischen Kirche. Seine Großeltern wanderten wegen der religiösen Verfolgung von Christen aus dem Libanon, der damals Teil des Osmanischen Reiches war, in die Vereinigten Staaten aus.
 Jihad Watch ist ein Blog, der von Spencer geschaffen wurde. Dieser wurde als eine der wichtigsten Seiten des Counterdschihad beschrieben.

## Rezeption und Kontroversen
- Seine Arbeit wurde vom Islam- und Religionskritiker Ibn Warraq, Michelle Malkin[9] und Dennis Prager gelobt.[10]
- Kritisiert wurde er hingegen von der mehrmaligen Premierministerin Pakistans Benazir Bhutto[11] und der Religionswissenschaftlerin Karen Armstrong.[12]
- Am 20. Dezember 2006 gab die Regierung von Pakistan bekannt, dass Spencers Buch The Truth About Muhammad verboten wird. Die Regierung nannte als Grund dafür, dass sie gegen das Material ist, welches in dem Buch präsentiert wird.[13]
- Im August 2010 nannte die Washington Post Spencer zusammen mit Geller als konservative Blogger, die Einfluss nahmen, den Bau des 49–51 Park Place-Projektes zu verhindern. Spencer und Geller bezeichnen dieses Projekt als die „Ground Zero Moschee“.[14]
- Der norwegische Terrorist Anders Behring Breivik, der am 22. Juli 2011 77 Menschen tötete, berief sich in seinem 1.500-seitigen Manifest mehrfach auf Spencers Schriften.[15]
- Die britische Regierung verbot Spencer und Geller im Juni 2013 die Einreise nach Großbritannien.[16] Spencer und Geller hatten vor, bei einer Veranstaltung der English Defence League Reden zu halten.[17]
- 2017 unterstützte Spencer das Einreiseverbot Donald Trumps für Bürger aus muslimisch geprägten Ländern. Er schlug vor, Saudi-Arabien und Pakistan in die Liste der verbotenen Länder aufzunehmen. Bereits 2015 hatte er gemeinsam mit Geller einen 18-Punkte-Plan zur „Erhaltung und Verteidigung freier Gesellschaften“ entworfen.[15] Er schrieb zudem 2017 das Drehbuch für Gellers anti-muslimischen Film Can’t We Talk About This.[18]

## Werke (Auswahl)
Spencer schrieb mehrere Monographien über den Islam für die Free Congress Foundation:
- An Introduction to the Qur’an.
- Women and Islam.
- An Islamic Primer.
- Islam and the West.
- The Islamic Disinformation Lobby.
- Islam vs. Christianity.
- Jihad in Context.

Er verfasste aber auch Beiträge in Zeitschriften.
- Islamic extremism is deeply rooted. In: Ottawa Jewish Archives (Hrsg.): The Ottawa Jewish Bulletin. Band 68, Nr. 8, 2004, S. 9 (Textarchiv – Internet Archive).

Bestseller
- The Politically Incorrect Guide to Islam (And the Crusades). Regnery Publishing, Washington 2005, ISBN 0-89526-013-1 (englisch).
- The Truth About Muhammad: Founder of the World's Most Intolerant Religion. Regnery Publishing, Washington 2006, ISBN 1-59698-028-1 (englisch).

Andere Bücher
- Islam Unveiled: Disturbing Questions About the World’s Fastest Growing Faith. Encounter Books, San Francisco 2002, ISBN 1-893554-58-9 (englisch).
- Onward Muslim Soldiers: How Jihad Still Threatens America and the West. Regnery Pub, Washington 2003, ISBN 0-89526-100-6 (englisch).
- mit Daniel Ali: Inside Islam: A Guide for Catholics: 100 questions and answers. Ascension Press, West Chester 2003, ISBN 0-9659228-5-5.
- The Myth of Islamic Tolerance: How Islamic Law Treats Non-Muslims. Prometheus Books, Amherst 2005, ISBN 1-59102-249-5 (englisch).
- Religion of Peace? Why Christianity Is and Islam Isn’t. Regnery Publishing, Washington 2007, ISBN 978-1-59698-515-5 (englisch).
- Stealth Jihad: How Radical Islam is Subverting America without Guns or Bombs. Regnery Press, Washington 2008, ISBN 978-1-59698-556-8 (englisch).
- The Complete Infidels’ Guide to the Koran. Regnery Press, Washington / New York 2009, ISBN 978-1-59698-104-1 (englisch).
- mit John Bolton, Pamela Geller: The Post-American Presidency: The Obama Administration’s War on America. Threshold Editions, New York 2010, ISBN 978-1-4391-8930-6.
- mit Johannes J. G.  Jansen: Did Muhammad Exist? An Inquiry Into Islam’s Obscure Origins. ISI Books, Wilmington 2012, ISBN 978-1-61017-061-1.
- Not Peace But a Sword: The Great Chasm Between Christianity and Islam. Catholic Answers, San Diego 2013, ISBN 978-1-938983-28-3 (englisch).
- The Arab Winter Comes to America: The Truth about the War We’re In. Regnery Publishing, Incorporated, An Eagle Publishing Company, Washington 2014, ISBN 978-1-62157-204-6 (englisch).
- The Complete Infidel’s Guide to ISIS. Regnery Press, Washington 2015, ISBN 978-1-62157-453-8 (englisch).
- The Complete Infidels’ Guide to Iran. Regnery Press, Washington 2016, ISBN 978-1-62157-516-0 (englisch).
- Confessions of an Islamophobe. Bombardier Books, Los Gatos 2017, ISBN 978-1-68261-491-4 (englisch).
- The Complete Infidel’s Guide to Free Speech (and Its Enemies). Regnery Press, Washington 2017, ISBN 978-1-62157-627-3 (englisch).
- The Critical Qur'an Explained from Key Islamic Commentaries and Contemporary Historical Research. Bombardier Books, Washington 2022, ISBN 978-1-64293-950-7 (englisch).